# Vestingwerken van Ommen
De vestingwerken van Ommen waren het stelsel van stadspoorten en omwalling rondom de Nederlandse stad Ommen. De 13e-eeuwse omwalling werd in 1518 afgebroken en ondanks plannen voor de bouw van een nieuwe vesting, is Ommen nooit meer van een ommuring voorzien.

## Geschiedenis
Ommen is waarschijnlijk ontstaan rondom het tolhuis dat de bisschoppen van Utrecht hadden gebouwd bij een doorwaadbare plek in de Vecht. De nederzetting lag niet alleen gunstig langs deze rivier, maar bevond zich ook op een kruising van landroutes richting Westfalen en Drenthe. In 1227 was het strategisch gelegen Ommen tevens de uitvalsbasis van bisschop Otto II voor een grootscheepse aanval op Drenthe; de bisschop zou vervolgens sneuvelen in de slag bij Ane.

### Stadsrechten
In 1248 gaf de Utrechtse bisschop Otto III stadsrechten - en daarmee het recht van ommuring - aan Ommen. Hiermee kon hij niet alleen zijn tolhuis beter beschermen, maar kreeg hij ook de beschikking over een militair steunpunt in deze onrustige grensstreek.
Ommen was nu een bolwerk van bisschoppelijke macht. De stad was dan ook een doelwit voor de opstandige heren Zweder van Rechteren en Roderik van Voorst en in 1330 vielen zij Ommen aan. Ze staken de stad in brand en lieten de ommuring afbreken. Door geldgebrek was Ommen voorlopig niet in staat om de omheining te herbouwen.

### Herstel van de omwalling
Bisschop Floris van Wevelinkhoven liet tussen 1381 en 1386 de verdedigingswerken herstellen. Voor hem was Ommen een uitvalsbasis om zowel de roofridders te bestrijden als de opstandige Drenten onder de duim te houden. Ook was hij Ommen dankbaar voor hun hulp bij de inname en verwoesting van kasteel Eerde in 1380.
In 1439 stond de bisschop nog zijn recht op de meente af aan het stadsbestuur, zodat de verdedigingswerken beter onderhouden konden worden.
Steven van den Clooster kreeg in 1465 toestemming om aan de buitenzijde van de stadsmuur een spiker te bouwen. In dit omgrachte bouwwerk moest hij als eigenaar dan wel enkele oorlogswerktuigen op voorraad houden, zoals een knijpbusse. Ook was hij verplicht de stad te verdedigen in geval van een aanval.
De Utrechtse bisschoppen verloren in de 15e eeuw steeds meer van hun macht, waardoor de positie van Ommen als strategisch steunpunt ook minder belangrijk werd. De groei van Ommen werd tevens belemmerd doordat het handelsverkeer te weinig voorstelde.

### Afbraak
In 1517 vond er een grote stadsbrand plaats. Een jaar later gaf bisschop Philips van Bourgondië opdracht de ommuring en de stadspoorten af te breken. De stad volgde dit bevel echter niet goed op, zodat de bisschop een jaar later de stad ter verantwoording riep voor hun nalatige gedrag. Uiteindelijk werden de muren en poorten toch afgebroken en de stenen die hierbij vrijkwamen werden vervolgens naar Coevorden verscheept om daar het kasteel te herstellen. Hierdoor viel Ommen terug tot het niveau van een open stad: zij had wel stadsrechten, maar geen verdedigingsmiddelen. Ommen speelde dan ook verder geen rol van betekenis tijdens de Tachtigjarige Oorlog.

### Nieuwe plannen
In 1719 ontwierpen de ingenieurs Harmanus Mellema en Pieter de la Rive een nieuwe verdedigingslinie op de noordelijke oever van de Vecht. Ook Ommen speelde hierin een rol als nieuwe vesting, gelegen op beide oevers. Dit plan is nooit uitgevoerd.
In 1818 werd een nieuw plan voorgesteld, nu door Cornelis Kraijenhoff. Hierbij werd Ommen een stervormige vesting op beide oevers van de Vecht, waardoor de Ommerschans en de verdedigingswerken van Kampen, Hasselt en Katerveer overbodig zouden worden. In Ommen zou ruimte komen voor een garnizoen van 3.000 soldaten. Uiteindelijk ging ook dit plan niet door.

## Beschrijving
De oudste verdediging van Ommen was een houten omheining. Toen Ommen in 1330 door lokale edelen werd ingenomen, werd deze omheining afgebroken.
In de jaren 1382-1386 werd Ommen opnieuw voorzien van verdedigingswerken. Rondom de stad werd een gracht gegraven en het zand dat hierbij vrijkwam werd gebruikt om een aarden verdedigingswal aan te leggen. Drie poorten gaven toegang tot de stad: de Varsenerpoort en de Bruggepoort (ook wel: Vechtpoort) aan de westzijde en de Arriërpoort aan de oostzijde. Later is ook nog een stenen muur gebouwd, maar vermoedelijk betreft dit een borstwering bovenop de aarden wal. De stadspoorten zijn op dat moment waarschijnlijk ook in steen herbouwd. De stenen muur was vermoedelijk niet zo heel hoog, want een verordening uit 1451 verbood het om over de muur heen te klimmen.
In 1465 werd een spiker tegen de stadsmuur aan gebouwd. Dit kasteelachtige bouwwerk was omgeven door een gracht.
De middeleeuwse ovalen vorm van de stad is behouden gebleven in het huidige stratenplan. Van de verdedigingswerken zelf is niets bewaard gebleven, afgezien van toponiemen als Burggraven (verwijzend naar de gracht van de spiker), Walstraat en Varsenerpoort.
Alkmaar · Amsterdam · Borculo · Bredevoort · Coevorden · Enschede · Haarlem · Hattem · 's-Hertogenbosch · Huissen · Klundert · Lochem · Maastricht · Montfoort · Naarden · Ommen · Ootmarsum · Rhenen · Roermond · Rijssen 
· Sittard · Sneek · Steenbergen · Terborg · Valkenburg · Zaltbommel · Zwolle